# Relações entre Argentina e Paraguai
As relações entre Argentina e Paraguai são as relações diplomáticas estabelecidas entre a República Argentina e a República do Paraguai. Ambos são vizinhos, com uma extensão de 1699 km na fronteira entre os dois países. A Argentina possui uma embaixada em Assunção e dois consulados-gerais em Ciudad del Este e Encarnación. O Paraguai possui uma embaixada em Buenos Aires e sete consulados; em Clorinda, Corrientes, Formosa, Posadas, Resistencia, Rosario e Puerto Iguazú.
Ambos os países são membros plenos do Mercosul, da União de Nações Sul-Americanas, da Organização dos Estados Americanos, da Organização dos Estados Ibero-Americanos, do Grupo do Rio, do Grupo dos 77, do Sistema Econômico Latino-Americano e da Associação Latino-Americana de Integração.